# Hendrick Lucifer
Hendrick Jacobszoon Lucifer (1583-1627) est un pirate néerlandais du début du XVIIe siècle.   

## Biographie
Hendrick Lucifer est né en 1583. Son nom de famille : Lucifer, faisait référence à un bâton d'éclairage, pas à l'ange déchu Lucifer, et était probablement utilisé comme surnom en raison de son utilisation du feu et de la fumée pour surprendre les ennemis. 
En 1627, Hendrick Lucifer était responsable de trois navires transportant des colons en Guyane pour la Compagnie néerlandaise des Indes occidentales, accompagné de deux autres capitaines. Il rencontre au large de Cuba deux navires transportants des trésors honduriens. Hendrick Lucifer engage le combat. Il est grièvement blessé de deux balles durant la bataille. A la fin du combat victorieux, le butin est transféré sur le navire d'Hendrick Lucifer : 1404 coffres d'Indigo, 4280 peaux d'animaux, 32 pots de pommade au baume et plusieurs autres articles d'une valeur de 1,2 million de florins. 
Hendrick Lucifer meurt des suites de ses blessures dans sa cabine. 